# ساکن خانه چوبی
ساکن خانه چوبی فیلمی به کارگردانی  و نویسندگی حسینعلی لیالستانی محصول سال ۱۳۹۱ است.

## بازیگران
- پروانه معصومی
- امیرحسین آرمان
- بهزاد خداویسی
- فردوس کاویانی
- داریوش اسدزاده
- نعیمه نظام‌دوست
- کیمیا حسینی
- مصطفی فاضلی
- نازنین سهامی زاده